# Ilex maxima
Ilex maxima é um gênero de plantas com flores. Foi descrito pela primeira vez por WJ Hahn.  Ilex maxima pertence ao gênero Ilex, e à família Aquifoliaceae.
Este tipo de planta pode ser encontrado em:
- Costa Rica
- Panamá
- Equador
- Colômbia
  - Departamento de Antioquia
  - Departamento de Chocó
  - Departamento de Nariño
  - Departamento do Vale do Cauca

Não há tipos listados como este.